# Fonseca (zatoka)
Zatoka Fonseca (hiszp. Golfo de Fonseca) – zatoka Oceanu Spokojnego, w Ameryce Środkowej. Nad zatoką leżą: Salwador, Honduras i Nikaragua.
W 1849 Ephraim Squier negocjował w imieniu Stanów Zjednoczonych możliwość budowy kanału wodnego przez Honduras. Kanał miał zaczynać się w zatoce Fonseca. Pomysł ten nie został zrealizowany ze względu na sprzeciw Brytyjczyków, którzy obawiali się obecności Amerykanów w tej części Ameryki Środkowej.
Na wodach zatoki znajduje się kilka wysp, co do których przynależności toczył się spór między trzema państwami. W 1992 Międzynarodowy Trybunał Sprawiedliwości podjął decyzję o podziale wód zatoki Fonseca i położonych na niej wysp. Salwador otrzymał wyspy Meanguera i Meanguerita, a Honduras – wyspę El Tigre.
Najważniejszym miastem nad zatoką Fonseca jest La Unión (Salwador). Do zatoki uchodzi rzeka Choluteca.